# 1976-1977シーズンのNBA
1976-1977シーズンのNBAは、NBAの31回目のシーズンである。

## ABA吸収
ABAは1967年に創設されたが、すぐに経営難に陥り、1970年には早くもNBAとの合併案が持ち上がった。しかし合併によるサラリー減を恐れたNBPA（選手会）の妨害によりこの案は頓挫していたが、1975年にはNBPAとの裁判にもようやく決着が着き、NBAによるABAの吸収合併が決定した。これによりNBAにとっては厄介な存在であったABAの、9年に及ぶ活動に終止符が打たれた。
ABA解散時の7チームのうち以下の4チームがNBAに加盟したため、NBAは既存の18チームから22チームに膨れ上がった。
- インディアナ・ペイサーズ　（ビリー・ナイト、レン・エルモア*）
- サンアントニオ・スパーズ　（ジェームズ・サイラス、ジョージ・ガービン、ラリー・ケノン、ビリー・ポールツ）
- デンバー・ナゲッツ　（デビッド・トンプソン、ダン・イッセル、ラルフ・シンプソン*）
- ニューヨーク・ネッツ　（ジュリアス・アービング*、ブライアン・テイラー*、ジョン・ウィリアムソン）

（）内はABA解散当時の主な所属選手。*はNBAとの合併直後にチームを移籍した選手。
上記の4チームは320万ドルを加盟料としてリーグに支払わなければならず、さらにニューヨーク・ネッツは同じニューヨークに本拠地を置くニューヨーク・ニックスにも480万ドルの支払いが課せられたため、エースのジュリアス・アービングを手放さなければならなかった（フィラデルフィア・76ersに移籍）。前季ABAの優勝チームであったネッツは、エース不在と財政難という二重苦のため、長い低迷期に入ってしまう。
もっとも財政難に直面していたのはネッツのみではなく、9年間に及ぶABAとの競争はNBA全体を疲弊させてしまい、赤字に陥るチームが続出した。またこの頃続発した選手たちの薬物スキャンダルも手伝い、リーグのイメージは悪化する一方だった。

### ドラフト
ドラフトではジョン・ルーカスがアトランタ・ホークスから全体1位指名を受けている。ほか、エイドリアン・ダントリー、ロバート・パリッシュ、アレックス・イングリッシュ、ロニー・シェルトン、デニス・ジョンソンらが指名を受けている。
またABAの解散と同時に消滅したチームのうち、ケンタッキー・カーネルズとセントルイス・スピリッツの所属選手もドラフトに掛けられ、12人が指名を受けた。主な選手の移籍先は下記の通り。
- モーゼス・マローン　（→バッファロー・ブレーブス）
- アーティス・ギルモア　（→シカゴ・ブルズ）
- モーリス・ルーカス　（→ポートランド・トレイルブレイザーズ）
- ロン・ブーン　（→カンザスシティ・キングス）
- ルイー・ダンピアー　（→サンアントニオ・スパーズ）

## シーズン

### オールスター
- 開催日：2月13日
- 開催地：ミルウォーキー
- オールスターゲーム　ウエスト 125－124 イースト
- MVP：ジュリアス・アービング　（フィラデルフィア・76ers）

このオールスターゲームは過去15年間で最低の観客動員数を記録し、さらに新聞社が一社も取材に訪れなかったなど、当時のNBAの低迷振りを象徴するようなオールスターだった。

### イースタン・カンファレンス
| チーム                   | 勝 | 負 | 勝率 | ゲーム差 |
| ------------------------ | -- | -- | ---- | -------- |
| フィラデルフィア・76ers  | 50 | 32 | .610 | -        |
| ボストン・セルティックス | 44 | 38 | .537 | 6        |
| ニューヨーク・ニックス   | 40 | 42 | .488 | 10       |
| バッファロー・ブレーブス | 30 | 52 | .366 | 20       |
| ニューヨーク・ネッツ     | 22 | 60 | .268 | 28       |

| チーム                         | 勝 | 負 | 勝率 | ゲーム差 |
| ------------------------------ | -- | -- | ---- | -------- |
| ヒューストン・ロケッツ         | 49 | 33 | .598 | -        |
| ワシントン・ブレッツ           | 48 | 34 | .585 | 1        |
| サンアントニオ・スパーズ       | 44 | 38 | .537 | 5        |
| クリーブランド・キャバリアーズ | 43 | 39 | .524 | 6        |
| ニューオーリンズ・ジャズ       | 35 | 47 | .427 | 14       |
| アトランタ・ホークス           | 31 | 51 | .378 | 18       |

### ウエスタン・カンファレンス
| チーム                   | 勝 | 負 | 勝率 | ゲーム差 |
| ------------------------ | -- | -- | ---- | -------- |
| デンバー・ナゲッツ       | 50 | 32 | .610 | -        |
| シカゴ・ブルズ           | 44 | 38 | .537 | 6        |
| デトロイト・ピストンズ   | 44 | 38 | .537 | 6        |
| カンザスシティ・キングス | 40 | 42 | .488 | 10       |
| インディアナ・ペイサーズ | 36 | 46 | .439 | 14       |
| ミルウォーキー・バックス | 30 | 52 | .366 | 20       |

| チーム                             | 勝 | 負 | 勝率 | ゲーム差 |
| ---------------------------------- | -- | -- | ---- | -------- |
| ロサンゼルス・レイカーズ           | 53 | 29 | .646 | -        |
| ポートランド・トレイルブレイザーズ | 49 | 33 | .598 | 4        |
| ゴールデンステート・ウォリアーズ   | 46 | 36 | .561 | 7        |
| シアトル・スーパーソニックス       | 40 | 42 | .488 | 13       |
| フェニックス・サンズ               | 34 | 48 | .415 | 19       |

### スタッツリーダー
| 部門       | 選手                           | チーム                             | AVG  |
| ---------- | ------------------------------ | ---------------------------------- | ---- |
| 得点       | ピート・マラビッチ             | ニューオーリンズ・ジャズ           | 31.6 |
| リバウンド | ビル・ウォルトン               | ポートランド・トレイルブレイザーズ | 14.4 |
| アシスト   | ドン・ブージー                 | インディアナ・ペイサーズ           | 8.5  |
| スティール | ドン・ブージー                 | インディアナ・ペイサーズ           | 3.5  |
| ブロック   | ビル・ウォルトン               | ポートランド・トレイルブレイザーズ | 3.2  |
| FG%        | カリーム・アブドゥル＝ジャバー | ロサンゼルス・レイカーズ           | .579 |
| FT%        | アーニー・ディグレゴリオ       | バッファロー・ブレーブス           | .945 |

### 各賞
- 最優秀選手: カリーム・アブドゥル＝ジャバー、ロサンゼルス・レイカーズ
- ルーキー・オブ・ザ・イヤー、エイドリアン・ダントリー, バッファロー・ブレーブス
- 最優秀コーチ賞: トム・ニッソーク、ヒューストン・ロケッツ

- All-NBA First Team:
  - デビッド・トンプソン、デンバー・ナゲッツ
  - ポール・ウェストファル、フェニックス・サンズ
  - エルヴィン・ヘイズ、ワシントン・ブレッツ
  - カリーム・アブドゥル＝ジャバー、ロサンゼルス・レイカーズ
  - ピート・マラビッチ、ニューオーリンズ・ジャズ

- All-NBA Rookie Team:
  - ジョン・ルーカス、ヒューストン・ロケッツ
  - ミッチ・カプチャック、ワシントン・ブレッツ
  - スコット・メイ、シカゴ・ブルズ
  - エイドリアン・ダントリー、バッファロー・ブレーブス
  - ロン・リー、フェニックス・サンズ

- NBA All-Defensive First Team:
  - ボビー・ジョーンズ、デンバー・ナゲッツ
  - E・C・コールマン、ニューオーリンズ・ジャズ
  - ノーム・ヴァン・ライアー、シカゴ・ブルズ
  - ドン・ブージー、インディアナ・ペイサーズ
  - ビル・ウォルトン、ポートランド・トレイルブレイザーズ

### シーズン概要
- ABAと合流しての初のシーズンは、本命不在・群雄割拠の時代を象徴するようなシーズンとなった。強豪チームの基準と言われる50勝以上を達成したチームは3チームのみで、40勝以上は12チームと、突出したチームも無ければ極端に落ちこぼれたチームも少ない、リーグ総中堅化の時代となった。
- ロサンゼルス・レイカーズはリーグ首位の勝率を残し、カリーム・アブドゥル＝ジャバーは2年連続5回目のMVPを獲得。MVP獲得回数はビル・ラッセルの5回と並んだ。
- シーズン中に大黒柱のボブ・マカドゥーが移籍してしまったバッファロー・ブレーブスは、短い黄金期を終え、このシーズンから15年もの間プレーオフ不出場が続く。

### 元ABAの明暗
- ジュリアス・アービングを獲得したフィラデルフィア・76ersは前季よりも勝率を伸ばし、9年ぶりに地区優勝を果たした。
- 1973年からルディ・トムジャノビッチとカルヴィン・マーフィーの二枚看板体制が続くヒューストン・ロケッツは、このシーズンからABA出身のモーゼス・マローンが加わり、チーム史上初の地区優勝を果たした。ABA時代のマローンは中堅選手の一人だったが、NBAに移籍して以降はリーグを代表するセンターとして一時代を築く。
- モーリス・ルーカスを獲得したポートランド・トレイルブレイザーズは創部7年目にしてプレーオフ初進出を果たした。
- ABAの強豪チームだったデンバー・ナゲッツはNBA加盟後も好勝率を維持し、デビジョン優勝を果たした。サンアントニオ・スパーズもプレーオフ進出。両チームはABA時代は得点アベレージでリーグ1位・2位を占めたチームで、このシーズンもNBAの1位・2位を独占した。
- 1970年代のABAで3度の優勝、4度のファイナル進出を誇ったインディアナ・ペイサーズは、ABA時代にピークが過ぎてしまったため、このシーズンはチーム史上初めてプレーオフ進出を逃した。ニューヨーク・ネッツはこのシーズン唯一20勝台のチームだった。

## プレーオフ・ファイナル
チーム数が増えたため、プレーオフ出場枠は10から12に増やされた。各カンファレンス毎に勝率下位4チームで1回戦を戦い、その勝者と上位2チームでカンファレンス決勝を掛けて戦う。
|  | 1回戦              | 1回戦          | 1回戦                |                |                      | カンファレンス準決勝 | カンファレンス準決勝 | カンファレンス準決勝 |  |   | カンファレンス決勝 | カンファレンス決勝 | カンファレンス決勝   |   |  | ファイナル | ファイナル | ファイナル |
|  |                    |                |                      |                |                      |                      |                      |                      |  |   |                    |                    |                      |   |  |            |            |            |
|  |                    |                |                      |                |                      |                      |                      |                      |  |   |                    |                    |                      |   |  |            |            |            |
|  |                    | 1              | レイカーズ           | 4              |                      |                      |                      |                      |  |   |                    |                    |                      |   |  |            |            |            |
|  |                    |                |                      | 4              |                      |                      |                      |                      |  |   |                    |                    |                      |   |  |            |            |            |
|  |                    |                | 4                    | ウォリアーズ   | 3                    |                      |                      |                      |  |   |                    |                    |                      |   |  |            |            |            |
|  | 4                  | ウォリアーズ   | 4                    | ウォリアーズ   | 3                    | 2                    |                      |                      |  |   |                    |                    |                      |   |  |            |            |            |
|  | 4                  | ウォリアーズ   |                      |                |                      | 2                    |                      |                      |  |   |                    |                    |                      |   |  |            |            |            |
|  | 5                  | ピストンズ     | 1                    |                |                      |                      |                      |                      |  |   |                    |                    |                      |   |  |            |            |            |
|  | 5                  | ピストンズ     | 1                    |                |                      |                      |                      |                      |  | 1 | レイカーズ         | 0                  |                      |   |  |            |            |            |
|  | Western Conference |                |                      |                |                      |                      |                      |                      |  | 1 | レイカーズ         | 0                  |                      |   |  |            |            |            |
|  |                    | 3              | トレイルブレイザーズ | 4              |                      |                      |                      |                      |  |   |                    |                    |                      |   |  |            |            |            |
|  | 3                  | 3              | トレイルブレイザーズ | 4              | トレイルブレイザーズ | 2                    |                      |                      |  |   |                    |                    |                      |   |  |            |            |            |
|  | 3                  |                |                      |                | トレイルブレイザーズ | 2                    |                      |                      |  |   |                    |                    |                      |   |  |            |            |            |
|  | 6                  | ブルズ         | 1                    |                |                      |                      |                      |                      |  |   |                    |                    |                      |   |  |            |            |            |
|  | 6                  | ブルズ         | 1                    |                | 3                    | トレイルブレイザーズ | 4                    |                      |  |   |                    |                    |                      |   |  |            |            |            |
|  |                    |                |                      |                | 3                    | トレイルブレイザーズ | 4                    |                      |  |   |                    |                    |                      |   |  |            |            |            |
|  |                    |                | 2                    | ナゲッツ       | 2                    |                      |                      |                      |  |   |                    |                    |                      |   |  |            |            |            |
|  |                    |                | 2                    | ナゲッツ       | 2                    |                      |                      |                      |  |   |                    |                    |                      |   |  |            |            |            |
|  |                    |                |                      |                |                      |                      |                      |                      |  |   |                    |                    |                      |   |  |            |            |            |
|  |                    |                |                      |                |                      |                      |                      |                      |  |   |                    |                    |                      |   |  |            |            |            |
|  |                    |                |                      |                |                      |                      |                      |                      |  |   |                    | W3                 | トレイルブレイザーズ | 4 |  |            |            |            |
|  |                    |                |                      |                |                      |                      |                      |                      |  |   |                    |                    |                      |   |  |            |            |            |
|  |                    | E1             | 76ers                | 2              |                      |                      |                      |                      |  |   |                    |                    |                      |   |  |            |            |            |
|  |                    | E1             | 76ers                | 2              |                      |                      |                      |                      |  |   |                    |                    |                      |   |  |            |            |            |
|  |                    |                |                      |                |                      |                      |                      |                      |  |   |                    |                    |                      |   |  |            |            |            |
|  |                    |                |                      |                |                      |                      |                      |                      |  |   |                    |                    |                      |   |  |            |            |            |
|  |                    | 1              | 76ers                | 4              |                      |                      |                      |                      |  |   |                    |                    |                      |   |  |            |            |            |
|  |                    |                |                      | 4              |                      |                      |                      |                      |  |   |                    |                    |                      |   |  |            |            |            |
|  |                    |                | 4                    | セルティックス | 3                    |                      |                      |                      |  |   |                    |                    |                      |   |  |            |            |            |
|  | 4                  | セルティックス | 4                    | セルティックス | 3                    | 2                    |                      |                      |  |   |                    |                    |                      |   |  |            |            |            |
|  | 4                  | セルティックス |                      |                |                      | 2                    |                      |                      |  |   |                    |                    |                      |   |  |            |            |            |
|  | 5                  | スパーズ       | 0                    |                |                      |                      |                      |                      |  |   |                    |                    |                      |   |  |            |            |            |
|  | 5                  | スパーズ       | 0                    |                |                      |                      |                      |                      |  | 1 | 76ers              | 4                  |                      |   |  |            |            |            |
|  | Eastern Conference |                |                      |                |                      |                      |                      |                      |  | 1 | 76ers              | 4                  |                      |   |  |            |            |            |
|  |                    | 2              | ロケッツ             | 2              |                      |                      |                      |                      |  |   |                    |                    |                      |   |  |            |            |            |
|  | 3                  | 2              | ロケッツ             | 2              | ブレッツ             | 2                    |                      |                      |  |   |                    |                    |                      |   |  |            |            |            |
|  | 3                  |                |                      |                | ブレッツ             | 2                    |                      |                      |  |   |                    |                    |                      |   |  |            |            |            |
|  | 6                  | キャバリアーズ | 1                    |                |                      |                      |                      |                      |  |   |                    |                    |                      |   |  |            |            |            |
|  | 6                  | キャバリアーズ | 1                    |                | 3                    | ブレッツ             | 2                    |                      |  |   |                    |                    |                      |   |  |            |            |            |
|  |                    |                |                      |                | 3                    | ブレッツ             | 2                    |                      |  |   |                    |                    |                      |   |  |            |            |            |
|  |                    |                | 2                    | ロケッツ       | 4                    |                      |                      |                      |  |   |                    |                    |                      |   |  |            |            |            |
|  |                    |                | 2                    | ロケッツ       | 4                    |                      |                      |                      |  |   |                    |                    |                      |   |  |            |            |            |
|  |                    |                |                      |                |                      |                      |                      |                      |  |   |                    |                    |                      |   |  |            |            |            |

### ブレイザーマニア
ポートランド・トレイルブレイザーズが誕生したのは1970年。その翌年の1971年、カレッジバスケ界に彗星の如く現れた選手が居た。UCLAのスカウトマンであるデニー・クラムはその赤毛の少年のプレイを見た直後、当時のUCLAの男子バスケチームを指導していたジョン・ウッデンに「史上最高の選手を見つけた」と報告した。NCAAトーナメント六連覇を誇り、カリーム・アブドゥル＝ジャバーを指導したウッデンは、「馬鹿なことを言うんじゃない」と興奮気味のクラムを窘めたが、その赤毛の少年を獲得したUCLAは連覇記録をさらに9つに伸ばし、88連勝と2シーズン無敗という前人未到の記録を打ち立てた。赤毛の少年、ビル・ウォルトンは1974年のNBAドラフトにアーリーエントリーし、ポートランド・トレイルブレイザーズから全体1位指名を受けてNBA入りを果たす。
ウォルトン獲得前のブレイザーズはシーズン30勝以上を上回ったことがない、リーグでも有数の弱小チームだった。当然地元からの支持は得られず、興行成績は振るわなかった。1950年に黒人選手が初めてNBAのコートに足を踏み入れて以来、リーグに占める黒人選手の割合は爆発的に増加し、1970年代にはリーグのトップ選手の殆どが黒人選手だった。黒人選手の隆盛は白人ファンのNBA離れを引き起こしたが、ウォルトンはNBAにとって久しぶりの白人スター選手であり、その自由奔放な性格も手伝って、特に白人ファン層から熱い支持を受けた。彼の所属するブレイザーズの人気も俄かに高まり、1973-74シーズンは327,495人だったシーズン総観客動員数が、ウォルトンが入団した1974-75シーズンには441,506人と40%近くの伸びを見せた。ブレイザーズへの熱狂はやがて「ブレイザーマニア（Blazermania）」と呼ばれるようになった。しかし地元の熱狂とは対照的にチーム成績は振るわず、ウォルトンを獲得したシーズンは前季より11勝を上積みしたものの、ウォルトンは故障が多く、以後も3シーズンをプレーオフ不出場で過ごしていた。
シーズン前、ブレイザーズはチーム改革に踏み切った。初期のブレイザーズを二枚看板として支えたシドニー・ウィックスとジェフ・ペトリーを放出し、チームの大幅な若返りを図ったのである。そして出来上がったチームは24歳のビル・ウォルトン、同じく24歳でこのシーズンにブレイザーズに移籍し、ウォルトンと強力なインサイドコンビを築いた元ABAのモーリス・ルーカス、プロ2年目で23歳のライオネル・ホリンズとボブ・グロス、元ABAで27歳のデイブ・ツワージクらが主力を担うという、大変に若いチームとなった。ブレイザーズは前季の平均96.4得点から103.2得点と得点力を大幅に上昇させることに成功し、またウォルトンはキャリアで初めて60試合以上に出場した（ウォルトンが出場した試合は勝率.677でリーグ最高だった）。好調のシーズンを過ごしたブレイザーズは過去最高勝率となる49勝を記録し、創部7年目にしてプレーオフ初出場を果たした。プレーオフではリーグ首位の勝率を収めたロサンゼルス・レイカーズとカンファレンス決勝で対決した。当時リーグ最高峰のセンターだったレイカーズのカリーム=アブドゥル・ジャバーと、ブレイザーズのウォルトンは同じUCLA出身であり、それぞれがNCAA九連覇の前期と後期を支えた選手だった。2人の対決は1960年代のビル・ラッセル対ウィルト・チェンバレンの再来と人々の期待を寄せたが、結果は予想外にもので、4勝0敗でブレイザーズの圧勝だった。ブレイザーズはプレーオフ初出場にして、ファイナル初進出を果たしたのである。
東から勝ち上がってきたのはフィラデルフィア・76ersである。76ersもまたABAから即戦力の獲得によって力を着けたチームであり、元ABAのMVP・ファイナルMVP・得点王である"Dr.J"ことジュリアス・アービングはNBAでもすぐにエース格に修まった。76ersはアービング、アービング移籍前の76ersのエースであったジョージ・マクギニス、シックスマンだったワールド・B・フリーらに率いられ、プレーオフも勝ちあがって3年ぶりにファイナルに進出した。レギュラーシーズン50勝と49勝、直接対決でも2勝2敗ずつと、ファイナルは実力伯仲のチーム同士の対決となった。

#### 第1戦
第1戦はジュリアス・アービングの目の覚めるようなスラムダンクから幕を開けた。アービングは33得点、プレーオフに入って活躍が目立つダグ・コリンズも30得点を記録して、107-101で76ersがブレイザーズを破った。チームが34ターンオーバーと大乱調に陥る中、ブレイザーズのビル・ウォルトンは28得点20リバウンドと奮闘した。

#### 第2戦
76ersがウォルトンを封じ込め、107-89で76ersが圧勝。しかしこの試合で発生した乱闘事件はファイナルの行方を大きく左右した。すでに勝負が決した第4Q残り5分、リバウンド争いのもつれから始まったブレイザーズのボブ・グロスと76ersのダリル・ドーキンスの小競り合いは、ブレイザーズのモーリス・ルーカスがドーキンスを後ろから叩いたことで、あっという間に両チームのベンチとコーチ陣が入り乱れた大乱闘へと発展した。ドーキンスとルーカスはすぐに退場処分が下され、さらに2500ドルの罰金が科せられた。2連敗を喫したブレイザーズだが、惨敗と乱闘によるフラストレーションは、ブレイザーズの選手たちを奮起させることとなった。

#### 第3戦
乱闘事件明け、第3戦の試合前。モーリス・ルーカスは76ersのベンチに立ち寄り、ドーキンスと和解の握手を求めた。ドーキンスは快く応じたが、この握手はブレイザーズの反撃の狼煙であった。この試合でブレイザーズは76ersに129-107の大差をつけ、第4Qだけで42得点を記録するなど76ersを打ちのめした。ルーカスは27得点12リバウンドを記録し、ビル・ウォルトンも20得点18リバウンド9アシストと活躍した。

#### 第4戦
76ersのジーン・シューHCは76ersのオフェンスがダグ・コリンズのペリメーターからのシュートに頼り過ぎていると分析し、ジョージ・マクギニスとコールドウェル・ジョーンズのインサイドコンビにボールを預ける戦術に変更した。しかしウォルトンが2人のシュートを尽くブロックで封じると、序盤に17点のリードを奪ったブレイザーズが一度も追い付かれることなく勝利を決めてしまった。第3Qにブレイザーズは41得点を記録し、ファイナル第4戦としては史上最大点差となる130-98とブレイザーズの圧勝だった。乱闘事件以降、シリーズの流れは完全にブレイザーズへと傾いていた。

#### 第5戦
2勝2敗とシリーズをタイに戻された76ersは、ブレイザーズの勢いを止めるべくアービングの発案で試合序盤からファウルゲームに打って出た。76ersは前半だけで22ファウルを犯したが、当時のブレイザーズには焼け石に水で、第3Qにはまたもやブレイザーズに40得点も奪われ、第4Q開始の時点で91-69と早くも勝敗が決してしまった。第4Qにはこの日37得点のアービングが懸命の巻き返しを試みたが、大差を覆すには至らず、110-104でブレイザーズが3連勝を決めた。この日ブレイザーズが記録した59リバウンド、48ディフェンシブリバウンドはチーム記録となり、ウォルトンの24リバウンドもチーム記録となった。

#### 第6戦
6月3日の第5戦を勝利で終えたブレイザーズのメンバーはその日のうちに飛行機で移動を開始し、翌6月4日未明にポートランドの空港に到着したが、まだ夜が明けない早朝4時30分の空港に降り立ったブレイザーズを迎えたのは、5000人のファンだった。当時のブレイザーマニアの熱狂振りが窺える出来事である。地元の熱烈な声援に後押しされ、優勝に王手を掛けているブレイザーズは第2Qにまたもや40得点するなど、有利に試合を進めた。後半にはこの日40得点のジュリアス・アービングの活躍で76ersが猛追を見せ、残り18秒にはジョージ・マクギニスのジャンプショットで109-107とその差2点まで追いついた。さらに76ersは執念のヘルドボールでジャンプボールをもぎ取り、ジャンパーのマクギニスがボブ・グロスに競り勝って、土壇場で同点のチャンスを得た。しかしアービングのシュートは外れ、さらにマクギニスのシュートも外れ、この日23リバウンド8ブロックのビル・ウォルトンがタップでボールをハーフラインまで押し戻した時点で、ブレイザーズの優勝を告げるブザーが鳴り響いた。ファイナルMVPに選ばれたウォルトンは、コートから歓喜に沸く観客席に向かってジャージを投げた。
初のプレーオフ出場で初優勝という快挙を成し遂げたブレイザーズには、2つのトロフィーが贈与された。これまでの優勝トロフィー（ウォルター・ブラウン・トロフィー）は1年ごとに優勝チームから返還されていたが、このシーズンから毎年優勝したチームのために作られるラリー・オブライエン・トロフィーが新設されたため、2つのトロフィーが同時にブレイザーズに贈られたのである。ウォルター・ブラウン・トロフィーはこのシーズン限りで廃止されるため、ブレイザーズはNBA史上唯一2つの優勝トロフィーを同時に獲得したチームとなった。地元から熱狂的な支持を得て、「ブレイザーマニア」なる造語まで生み出したブレイザーズの人気はその後も続き、1990年代に入るまでホーム戦のシーズンチケットが毎年完売した。ブレイザーズも21世紀まで続く27年連続プレーオフ進出というNBA記録を打ち立てるが、優勝はこのシーズンのみとなっている（2008年現在）。
一方敗れた76ersはリーグ有数の強豪としてさらなる飛躍を見せるが、優勝にはあと一歩届かないシーズンが続く。
ポートランド・トレイルブレイザーズ 4-2 フィラデルフィア・76ers　ファイナルMVP：ビル・ウォルトン
|       | 日付    | ホーム               | 結果    | ロード               |
| ----- | ------- | -------------------- | ------- | -------------------- |
| 第1戦 | 5月22日 | 76ers                | 107-101 | トレイルブレイザーズ |
| 第2戦 | 5月26日 | 76ers                | 107-89  | トレイルブレイザーズ |
| 第3戦 | 5月29日 | トレイルブレイザーズ | 129-107 | 76ers                |
| 第4戦 | 5月31日 | トレイルブレイザーズ | 130-98  | 76ers                |
| 第5戦 | 6月3日  | 76ers                | 104-110 | トレイルブレイザーズ |
| 第6戦 | 6月5日  | トレイルブレイザーズ | 109-107 | 76ers                |

ポートランド・トレイルブレイザーズ　ヘッドコーチ：ジャック・ラムジー
コーキー・カールホーン | ジョニー・デイビス | ボブ・グロス | ライオネル・ホリンズ|ロビン・ジョーンズ | モーリス・ルーカス | ロイド・ニール | ラリー・スティール | デイブ・ツワージク | ウォーリー・ウォーカー | ビル・ウォルトン
フィラデルフィア・76ers　ヘッドコーチ：ジーン・シュー
ジョー・ブライアント | ハーヴェイ・キャチシング | ダグ・コリンズ | ダリル・ドーキンス | マイク・ダンリービー | ジュリアス・アービング | ロイド・フリー | テリー・ファーロウ | コールドウェル・ジョーンズ | ジョージ・マクギニス | スティーブ・ミックス

## ラストシーズン
- ネイト・サーモンド （1964-77） ルーキーイヤーから12年間在籍したゴールデンステート・ウォリアーズから放出された翌年、ウォリアーズが優勝を果たすという皮肉なキャリアを過ごした。ラストシーズンはクリーブランド・キャバリアーズでプレイした。
- ディック・ヴァン・アースデール／トム・ヴァン・アースデール （1965-77） 1965年のNBAドラフトでNBA入りを果たした一卵性双生児。ディックはニューヨーク・ニックス（その後フェニックス・サンズに移籍季）で、トムはデトロイト・ピストンズでプレイし、ラストシーズンは共にサンズで過ごして同じ年に引退した。
- ボブ・ラブ （1966-77） ラストシーズンは長年過ごしたシカゴ・ブルズからニューヨーク・ニックスに放出され、さらにシアトル・スーパーソニックスに移籍した。1999年には自伝を出版している。
- ジャック・マリン （1966-77） 引退後はデューク大学に入学し、法学の博士号を取得。卒業後は法律事務所の共同経営者となった。またゴルフを通じた慈善活動を目的としたセレブリティ・プレイヤー・ツアーの専務取締役にも就いている。
- ビル・ブラッドリー （1967-77） ニューヨーク・ニックスで2度の優勝を経験。引退後は政界に転じ、1978年にはニュージャージー州選出の上院議員選挙に当選。2000年にはアル・ゴアの対立候補として民主党大統領予備選を戦った。
- フレッド・カーター （1969-77） 引退後はテレビ解説者に転向。